# سربرهنه‌سانان
سربرهنه‌سانان (به لاتین: Alepocephaliformes) یک راسته از ماهیان پرتوباله است. در گذشته به عنوان زیرراسته Alepocephaloidei از راسته سیمین‌ماهی‌سانان دریایی طبقه‌بندی می‌شد.

## زیربخش‌ها
- خانواده ماهیان سربرهنه (معمولاً لغزنده) (شامل خانواده‌های پیشین Bathylaconidae؛ Leptochilichthyidae)
- خانواده ماهیان کتف‌لوله‌ای (از جمله Searsiidae)